# American Name Society
La American Name Society (en español: Sociedad Estadounidense del Nombre) es una sociedad científica que fue fundada en 1951 para "promover la onomástica, el estudio de los nombres y las prácticas de nombramiento en los Estados Unidos y en el extranjero [y] para investigar las perspicacias culturales, la historia de asentamiento y las características lingüísticas que revelan los nombres". Sus publicaciones incluyen The Ehrensperger Report y Names: A Journal of Onomastics. Socios notables incluyen a A. Ross Eckler, Jr., Fritz L. Kramer y Hubert Blaine Wolfeschlegelsteinhausenbergerdorff Sr.